# Ясудавичюс, Жасмин
Жасмин Ясудавичюс (англ. Jasmine Jasudavicius; род. 1 марта 1989 год, Сент-Катаринс, Онтарио, Канада) — канадский боец смешанных боевых искусств. В настоящее время выступает в женском наилегчайшем весе Ultimate Fighting Championship (UFC). Занимает 5 строчку официального рейтинга UFC в женском наилегчайшем весе.

## Биография
Ясудавичус родилась в 1989 году в городке Сент-Катаринс, в провинции Онтарио, Канада, в семье Джона и Риты Лианги. Она росла средним ребенком в семье с двумя другими братьями и сестрами. В школьные годы она была спортсменкой, но её карьера в MMA началась случайным образом, после встречи с Крисом Прикеттом в 2016 году.

## Титулы и достижения

### Ultimate Fighting Championship
- - «Выступление вечера» против Присцилы Кашуэйры, Ариани да Сильвы и Жессики Андради
  - Самая большая разница в ударах в истории женских поединков UFC (326/26) (против Присцилы Кашуэйры)

## Карьера в MMA

### Ранняя карьера
Ясудавичюс начала выступать на любительских боях в 2017 году и вскоре установила рекорд 4-0.
Ясудавичюс начала свою профессиональную карьеру, 13 июля 2019 года когда встретилась с Бриджид Чейз на турнире WFC – World Fighting Championships 109. Она выиграла бой удушающим приемом сзади во втором раунде.
В следующий раз она встретилась с Кайли О'Хирн 7 сентября 2019 года на турнире Cage Titans: Combat Night 2. Она выиграла бой единогласным решением судей.
Ясудавичюс встретилась с Кристиной Рикер 30 ноября 2019 года на BTC 8: Eliminator. Она выиграла бой техническим нокаутом в первом раунде.
Ясудавичюс встретилась с Габриэллой Гулфин 1 февраля 2020 года на турнире CFFC 81. Она выиграла бой техническим нокаутом в первом раунде.
Ясудавичюс встретилась с Элис Рид 18 октября 2020 года на CFFC 83 за вакантный титул чемпиона Cage Fury Fighting Championships в минимальном весе. Она проиграла бой раздельным решением судей.
Следующий бой Ясудавичюс провела с Эшли Дин 12 марта 2021 года на турнире CFFC 93. Она выиграла бой единогласным решением судей.
Ясудавичюс была приглашена на бой с Жулией Поластари 14 сентября 2021 года на турнире Dana White's Contender Series 39, где она одержала победу единогласным решением судей и получила контракт с UFC.

### Ultimate Fighting Championship
В своем дебютном промоушене Ясудавичюс должна была встретиться с Кей Хансен 15 января 2022 года на турнире UFC on ESPN 32. Однако по неизвестным причинам бой был перенесен на турнир UFC 270 22 января 2022 года. Она выиграла бой единогласным решением судей.
Ясудавичюс встретилась с Наталией Силвой 18 июня 2022 года на турнире UFC на ESPN 37. Она проиграла бой единогласным решением судей.
Ясудавичюс должна была встретиться с Кортни Кейси 25 февраля 2023 года на турнире UFC Fight Night 220. Однако Кейси снялась с боя из-за неизвестной медицинской причины и была заменена Габриэллой Фернандис. Она выиграла бой единогласным решением судей
Ясудавичюс встретилась с Мирандой Маверик 10 июня 2023 года на турнире UFC 289. Она выиграла бой единогласным решением судей.
Ясудавичюс встретилась с Трейси Кортес 16 сентября 2023 года на турнире UFC Fight Night 227. Она проиграла бой единогласным решением судей.
Ясудавичюс встретилась с Присцилой Кашоэйрой 20 января 2024 года на турнире UFC 297. Изначально бой планировался как наилегчайший вес, но у Кашоэйры возникли проблемы с набором веса, после чего бой был изменен на легчайший вес. Ясудавичюс выиграла бой удушающим приемом «анаконда» в третьем раунде. Бой установил новый рекорд UFC по самой большой разнице ударов в женском поединке с разницей в 326-26 ударов. Эта победа принесла ей бонус «Выступление вечера».
Первоначально Ясудавичюс должна была встретиться с Вивиани Араужу 13 июля 2024 года на турнире UFC on ESPN 59. Однако 5 июля Араужу снялся с боя по неизвестным причинам и была заменена на дебютантку Фатиму Клайн. Ясудавичюс выиграл бой единогласным решением судей.
Ясудавичюс встретилась с Арианой да Силвой 2 ноября 2024 года на турнире UFC Fight Night 246. Она выиграла бой удушающим приемом «д'Арс» в третьем раунде. Этот бой принес второй бонус «Выступление вечера».
Ясудавичюс встретилась с бывшей претенденткой на титул чемпионки UFC в женском легчайшем весе Майрой Буэну Силвой 1 февраля 2025 года на турнире UFC Fight Night 250. Она выиграла бой единогласным решением судей.
10 мая 2015 на UFC 315 Ясудавичюс встретилась с бывшей чемпионкой Жессикой Андради. Ясудавичюс выиграла удушающим приемом сзади в первом раунде и получила свой третий бонус «Выступление вечера».

## Статистика в MMA
| Боёв 17  | Побед 14 | Поражений 3 |
| -------- | -------- | ----------- |
| Нокаутом | 2        | 0           |
| Сдачей   | 4        | 0           |
| Решением | 8        | 3           |

| Результат | Рекорд | Соперник            | Способ                 | Турнир                                 | Дата             | Раунд | Время | Место                                 | Примечание                                                                                         |
| --------- | ------ | ------------------- | ---------------------- | -------------------------------------- | ---------------- | ----- | ----- | ------------------------------------- | -------------------------------------------------------------------------------------------------- |
| Победа    | 14-3   | Жессика Андради     | Сдача (удушение сзади) | UFC 315                                | 10 мая 2025      | 1     | 2:40  | Монреаль, Квебек, Канада              | «Выступление вечера» (3)                                                                           |
| Победа    | 13-3   | Майра Буэно Сильва  | Единогласное решение   | UFC Fight Night: Адесанья vs. Имавов   | 1 февраля 2025   | 3     | 5:00  | Эр-Рияд, Саудовская Аравия            | |
| Победа    | 12-3   | Ариани да Силва     | Сдача (Д'Арс)          | UFC Fight Night: Морено vs. Альбази    | 2 ноября 2024    | 3     | 2:28  | Эдмонтон, Альберта, Канада            | «Выступление вечера» (2)                                                                           |
| Победа    | 11-3   | Фатима Клайн        | Единогласное решение   | UFC on ESPN: Намаюнас vs. Кортес       | 13 июля 2024     | 3     | 5:00  | Денвер, Колорадо, США                 | Вернулась в наилегчайший вес                                                                       |
| Победа    | 10-3   | Присцила Кашуэйра   | Сдача (Анаконда)       | UFC 297                                | 20 января 2024   | 3     | 4:21  | Торонто, Онтарио, Канада              | Дебют в легчайшем весе; «Выступление вечера» (1)                                                   |
| Поражение | 9-3    | Трейси Кортес       | Единогласное решение   | UFC Fight Night: Грассо vs. Шевченко 2 | 16 сентября 2023 | 3     | 5:00  | Лас-Вегас, Невада, США                | |
| Победа    | 9-2    | Миранда Маверик     | Единогласное решение   | UFC 289                                | 10 июня 2023     | 3     | 5:00  | Ванкувер, Британская Колумбия, Канада | |
| Победа    | 8-2    | Габриэлла Фернандес | Единогласное решение   | UFC Fight Night: Мунис vs. Аллен       | 25 февраля 2023  | 3     | 5:00  | Лас-Вегас, Невада, США                | |
| Поражение | 7-2    | Наталия Сильва      | Единогласное решение   | UFC on ESPN: Каттар vs. Эмметт         | 18 июня 2022     | 3     | 5:00  | Техас, Техас, США                     | |
| Победа    | 7-1    | Кей Хансен          | Единогласное решение   | UFC 270                                | 22 января 2022   | 3     | 5:00  | Анахайм, Калифорния, США              | |
| Победа    | 6-1    | Юлия Поластри       | Единогласное решение   | Dana White's Contender Series 39       | 14 сентября 2021 | 3     | 5:00  | Лас-Вегас, Невада, США                | |
| Победа    | 5-1    | Эшли Дин            | Единогласное решение   | Cage Fury FC 93                        | 12 марта 2021    | 3     | 5:00  | Филадельфия, Пенсильвания, США        | Вернулась в налегчайший вес                                                                        |
| Поражение | 4-1    | Элис Рид            | Раздельное решение     | Cage Fury FC 83                        | 13 августа 2020  | 4     | 5:00  | Филадельфия, Пенсильвания, США        | Дебют в минимальном весе. Бой за вакантный титул чемпиона Cage Fury FC в женском наилегчайшем весе |
| Победа    | 4-0    | Габриэлла Гулфин    | TKO (колени)           | Cage Fury FC 81                        | 1 февраля 2020   | 1     | 1:37  | Пенсильвания, США                     | Бой в промежуточном весе (55 кг)                                                                   |
| Победа    | 3-0    | Кристина Эдкок      | TKO (колени в корпус)  | BTC 8                                  | 30 ноября 2019   | 1     | 0:52  | Ниагарский водопад, Онтарио, Канада   | |
| Победа    | 2-0    | Кайли О'Херн        | Единогласное решение   | Cage Titans: Combat Night 2            | 7 сентября 2019  | 3     | 5:00  | Плимут, Массачусетс, США              | |
| Победа    | 1-0    | Бриджит Чейз        | Сдача (удушение сзади) | WFC 109                                | 13 июля 2019     | 2     | 1:17  | Питтсбург, Пенсильвания, США          | Дебют в наилегчайшем весе                                                                          |